# Aphirape flexa
Aphirape flexa är en spindelart som beskrevs av Galiano 1981. Aphirape flexa ingår i släktet Aphirape och familjen hoppspindlar. Inga underarter finns listade i Catalogue of Life.